# Rajons de Valmiera
Le rajons de Valmiera était un district administratif autour de la ville de Valmiera au nord de la Lettonie, à la frontière avec l'Estonie.
Les rajons ont été supprimés par la réforme administrative de 2009.

## Population (2000)
Au recensement de l'an 2000, le district avait 60 390 habitants, dont :
- Lettons : 49 894 personnes, soit 82,62 %.
- Russes :  6 762 personnes, soit 11,20 %.
- Biélorusses :  1 306 personnes, soit  2,16 %.
- Ukrainiens :    649 personnes, soit  1,07 %.
- Polonais :    594 personnes, soit  0,98 %.
- Lituaniens :    295 personnes, soit  0,49 %.
- Autres :    890 personnes, soit  1,48 %.

Le terme Autres inclut notamment des ressortissants issus de l'ex-URSS (Kazakhs, Moldaves, Ouzbeks...), ainsi que des Rroms.

## Subdivisions

### Pilseta
- Valmiera
- M azsalaca
- Rūjiena